# Ernest Jan Karol Mirbach
Henryk Ernest Jan Karol Mirbach (ur. 1763, zm. 27 lutego 1819 w Ławkożemach) – baron (Freiherr), starosta połągowski, w młodości oficer wojska pruskiego, generał lejtnant z mianowania T. Kościuszki, wolnomularz.

## Życiorys
Pochodził z arystokracji kurlandzkiej pochodzenia niemieckiego. Przodkowie Henryka Mirbacha służyli w wojsku Rzeczypospolitej od połowy XVII wieku. Mirbachowie byli także m.in. starostami połągowski. On sam był synem Karola Henryka Mirbacha i Karoliny Wilhelminy Henrietty z hrabiów von Tottleben, córki generała Gottloba Curta Heinricha von Tottlebena.
W młodości służył w wojsku pruskim, gdzie miał być adiutantem późniejszego feldmarszałka W. J. H. Möllendorffa.
Po wybuchu powstania 1794 wszedł do oddziału gen. A. Woytkiewicza, zajął Lipawę i głównie własnym kosztem zakupił uzbrojenie dla powstańców w Kurlandii, proklamując jednocześnie powstanie tej prowincji i wolność dla włościan. Uzyskał od T. Kościuszki awans na generała lejtnanta. W czasie powstania przyłączył się do gen. T. Wawrzeckiego, z którym w bojach dotarł do Warszawy i brał udział w obronie Pragi.
Po upadku powstania aresztowany przez Rosjan i skazany na zesłanie na Syberię. Ułaskawiony przez cara Pawła powrócił na Litwę.
W 1812 usiłował organizować oddziały zbrojne powiatu Telsze w celu wsparcia wyprawy Napoleona na Moskwę. Powodzenia nie zyskał i po upadku Napoleona politycznie już nie występował.
Był wolnomularzem, członkiem loży „Memphis” w Kłajpedzie.